# 魚崎出入口

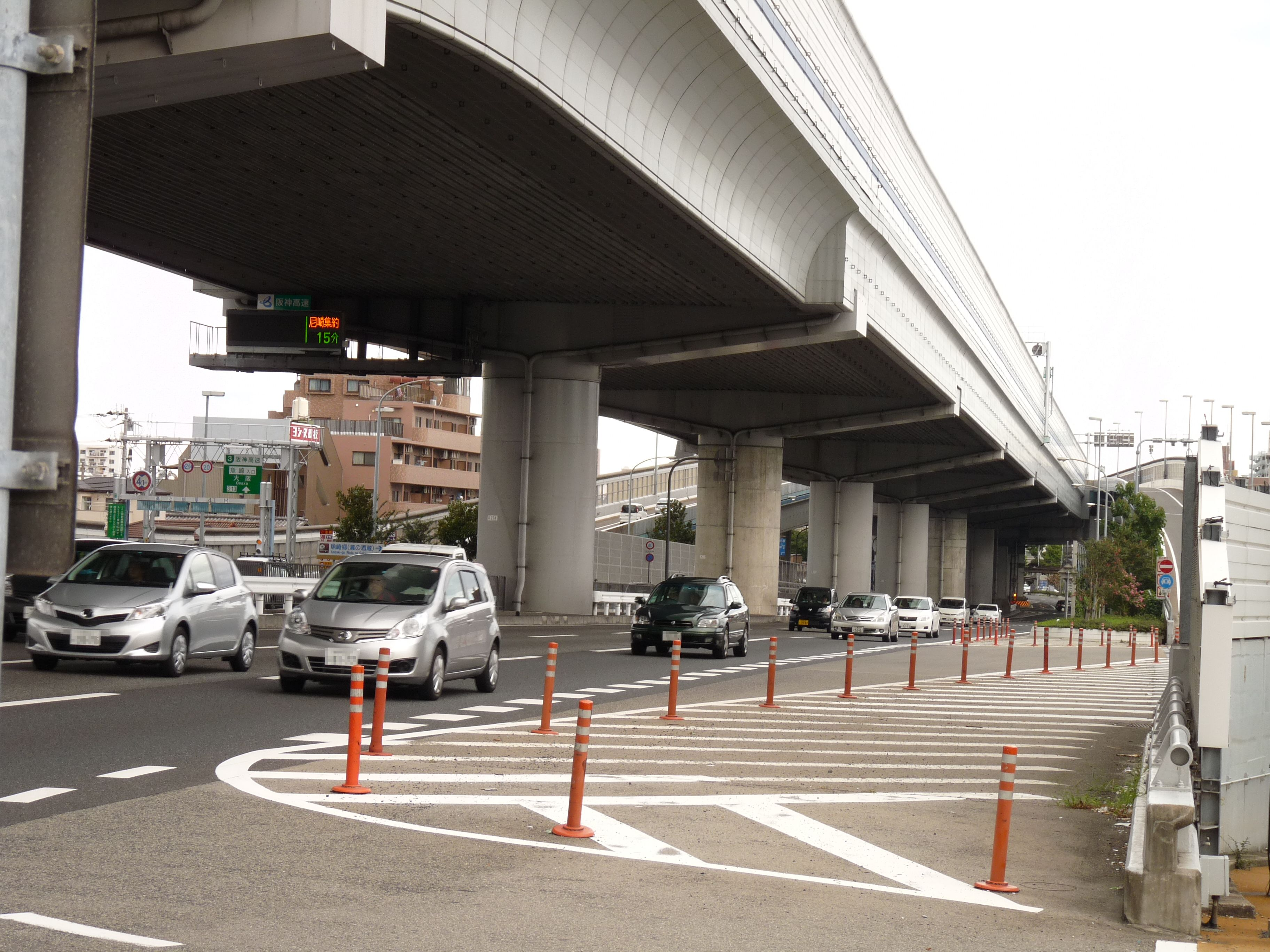
魚崎出入口

魚崎出入口（うおざきでいりぐち）は、兵庫県神戸市東灘区の阪神高速道路3号神戸線の出入口。大阪方面に入口があり神戸方面（京橋出入口方面）に出口があるインターチェンジである。

## 道路
- 阪神高速3号神戸線(3-13)

## 接続する道路
- 国道43号（第二阪神国道）

## 料金所

### 魚崎料金所
- ブース数：2
  - ETC専用：1
  - ETC/一般：1

## 周辺
- 櫻正宗記念館 櫻宴

## 隣
阪神高速3号神戸線
(3-12)深江出入口 - (3-13)魚崎出入口 - (3-14,3-15)摩耶出入口